# Victoria Brown
Victoria Brown (27 de julio de 1985, Melbourne, Victoria) es una portera australiana de waterpolo. Sus padres representaron a su país al más alto nivel en esgrima. Juega waterpolo con los Victorian Tigers de la Liga Nacional del Waterpolo. Ha representado a Australia como miembro del equipo nacional femenino de waterpolo tanto a nivel juvenil como de mayores. Fue miembro del equipo australiano que ganó una medalla de bronce en el Campeonato Mundial Femenino de Water Polo 2005 de la Federación Internacional de Natación (FINA) y la Copa Mundial de Waterpolo femenino de 2010. Representó a Australia en los Juegos Olímpicos de 2012.  Ganó varios premios incluyendo ser nombrada la Jugadora de Waterpolo femenino del año 2010 en Australia. Es propietaria de un pequeño negocio. 
Mide 183 cm de altura y pesa 76 kilogramos. En 2014 reside en Melbourne.